# DF-2
Il DF-2, abbreviazione per Dongfeng 2 (o Dong Feng 2), conosciuto anche come CSS-1 in Occidente, è stato un missile balistico a medio raggio utilizzato dalle forze armate della Repubblica Popolare Cinese. Si trattò del primo sistema missilistico sviluppato in modo autonomo dal Paese orientale.

## Storia

### Sviluppo
Lo sviluppo del DF-2 venne avviato dalla Quinta Accademia (oggi CALT - China Academy of Launch Vehicle Technology) alla fine degli cinquanta. Lo scopo era quello di realizzare un sistema d'arma che fosse in grado di trasportare una testata bellica di 1 500 kg sul Giappone. La fine dell'assistenza sovietica rallentò molto questo programma, che tuttavia venne portato avanti basandosi sui progetti dell'MRBM R-12 (nome in codice NATO: SS-4 Sandal), del quale venne anche fornito dall'Unione Sovietica un singolo esemplare prima del 1960.
Il primo lancio venne effettuato il 2 marzo 1962, e si risolse in un fallimento. Per questa ragione, ne fu realizzata una versione modificata, chiamata DF-2A, che volò con successo il 29 giugno di due anni dopo.
Il DF-2 entrò in servizio alla fine degli anni sessanta.

### Impiego operativo
Il DF-2A, equipaggiato con una testata nucleare da 12 kT, fu utilizzato per il primo test atomico cinese sul poligono di Lop Nor, il 27 dicembre 1966. Costruito in 50 esemplari, venne ritirato dal servizio nei primi anni ottanta.

## Descrizione tecnica
Il DF-2 era un missile balistico a medio raggio monostadio, con un peso al lancio di 30 900 kg ed una lunghezza di poco più di 20 m. Il suo impianto propulsivo, a propellente liquido, era in grado di spingerlo fino alla distanza di 1 250 km con un carico bellico di 1 500 kg. Questo, solitamente, era costituito da una testata nucleare da 20 kT.